# Ectropothecium sphaerocarpon
Ectropothecium sphaerocarpon là một loài Rêu trong họ Hypnaceae. Loài này được (A. Jaeger) Besch. mô tả khoa học đầu tiên năm 1880.